# Supalonely
Supalonely è un singolo della cantante neozelandese Benee, pubblicato il 6 dicembre 2019 come terzo estratto dal secondo EP Stella & Steve e incluso nel primo album in studio Hey U X.
Il brano vede la partecipazione del cantante statunitense Gus Dapperton.

## Antefatti
La canzone è stata scritta durante un viaggio a Los Angeles della cantante, che ha tratto ispirazione dopo essersi lasciata con il suo fidanzato e che l'ha composta per schernire la sua tristezza.

## Accoglienza
In occasione del suo show su Apple Music, Elton John ha descritto Supalonely come una «canzone fantastica», lodando le qualità di autrice di Benee. Glenn Rowley di Billboard l'ha definita «un eccentrico, consapevole inno alla solitudine».

## Video musicale
Il video musicale è stato reso disponibile il 4 febbraio 2020.

## Tracce
Testi e musiche di Stella Rose Bennett, Jenna Andrews, Josh Fountain e Brendan Patrick Rice, eccetto dove indicato.
Download digitale
1. Supalonely (feat. Gus Dapperton) – 3:43

Download digitale
1. Lownely – 3:19 (Stella Rose Bennett, Jenna Andrews, Josh Fountain)

## Formazione
Musicisti
- Benee – voce
- Gus Dapperton – voce aggiuntiva

Produzione
- Josh Fountain – produzione
- Gus Dapperton – co-produzione
- Randy Merrill – mastering
- Spike Stent – missaggio

## Successo commerciale
Il brano è diventato virale tra gennaio e febbraio 2020 grazie ad una challenge su TikTok.
Grazie a 9.3 milioni di riproduzioni in streaming, 1.3 milioni di ascoltatori radiofonici e 2 000 copie digitali, Supalonely ha fatto il proprio ingresso all'88º posto nella classifica statunitense, regalando ad entrambi gli interpreti la loro prima entrata nella Hot 100 statunitense.
Nella classifica britannica il brano ha debuttato alla 39ª posizione.

## Classifiche

### Classifiche settimanali
| Classifica (2020) | Posizione massima |
| ----------------- | ----------------- |
| Argentina         | 19                |
| Australia         | 6                 |
| Austria           | 15                |
| Belgio (Fiandre)  | 3                 |
| Belgio (Vallonia) | 4                 |
| Canada            | 10                |
| Corea del Sud     | 164               |
| Croazia           | 2                 |
| Danimarca         | 17                |
| Estonia           | 15                |
| Finlandia         | 18                |
| Francia           | 36                |
| Germania          | 26                |
| Grecia            | 23                |
| Irlanda           | 10                |
| Islanda           | 6                 |
| Italia            | 64                |
| Lettonia          | 23                |
| Libano            | 9                 |
| Lituania          | 14                |
| Malaysia          | 3                 |
| Norvegia          | 6                 |
| Nuova Zelanda     | 2                 |
| Paesi Bassi       | 6                 |
| Polonia           | 42                |
| Portogallo        | 34                |
| Regno Unito       | 18                |
| Repubblica Ceca   | 19                |
| Russia            | 14                |
| Singapore         | 8                 |
| Slovacchia        | 24                |
| Slovenia          | 4                 |
| Stati Uniti       | 39                |
| Svezia            | 35                |
| Svizzera          | 25                |
| Ungheria          | 23                |

### Classifiche di fine anno
| Classifica (2020) | Posizione |
| ----------------- | --------- |
| Australia         | 26        |
| Austria           | 33        |
| Belgio (Fiandre)  | 19        |
| Belgio (Vallonia) | 41        |
| Canada            | 54        |
| Croazia           | 28        |
| Danimarca         | 92        |
| Francia           | 184       |
| Germania          | 55        |
| Islanda           | 24        |
| Nuova Zelanda     | 16        |
| Paesi Bassi       | 39        |
| Portogallo        | 96        |
| Russia            | 79        |
| Slovenia          | 19        |
| Stati Uniti       | 84        |
| Svizzera          | 62        |
| Ungheria          | 69        |